# Can Fàbregas (Tiana)
Can Fàbregas és una masia gòtica de Tiana (Maresme) protegida com a bé cultural d'interès local.

## Descripció
És un edifici civil, una masia formada per una planta baixa i un pis. Coberta per una teulada de dos vessants i el carener perpendicular a la façana. Presenta un cos a la banda dreta, afegit a l'estructura inicial. En destaca la porta dovellada d'arc de mig punt i una finestra gòtica en forma d'arc conopial lobulat situada a la façana.
A l'interior, a la part del darrere i paral·lel a la façana hi ha el celler, i a la part del davant hi ha la cuina a la dreta, que conserva rajoles antigues, i l'entrada amb una escala interior amb volta vista a la part del davant. Al davant hi ha l'era. A l'exterior hi ha restes d'una torre de defensa de planta quadrada i s'hi han trobat restes d'una vil·la romana.

## Història
L'actual construcció sembla datar del segle xv, però el mas fou erigit segles abans. Hi ha documentació que en remunta els orígens al segle xii, i des d'aleshores ha estat propietat de la mateixa família malgrat els canvis de nom.